# Kanton Quillebeuf-sur-Seine
Der Kanton Quillebeuf-sur-Seine war bis 2015 ein französischer Wahlkreis im Arrondissement Bernay, im Département Eure und in der Region Haute-Normandie; sein Hauptort war Quillebeuf-sur-Seine, Vertreter im Generalrat des Départements war zuletzt von 2001 bis 2015 Ladislas Poniatowski.
Der 14 Gemeinden umfassende Kanton  war 130,64 km² groß und hatte 6228 Einwohner (Stand: 2012).

## Gemeinden
| Gemeinde                   | Einwohner | Code postal | Code Insee |
| -------------------------- | --------- | ----------- | ---------- |
| Aizier                     | 127       | 27500       | 27006      |
| Bouquelon                  | 295       | 27500       | 27101      |
| Bourneville                | 736       | 27500       | 27107      |
| Marais-Vernier             | 455       | 27680       | 27388      |
| Quillebeuf-sur-Seine       | 1011      | 27680       | 27485      |
| Saint-Aubin-sur-Quillebeuf | 431       | 27680       | 27518      |
| Sainte-Croix-sur-Aizier    | 194       | 27500       | 27526      |
| Sainte-Opportune-la-Mare   | 385       | 27680       | 27577      |
| Saint-Ouen-des-Champs      | 298       | 27680       | 27581      |
| Saint-Samson-de-la-Roque   | 283       | 27680       | 27601      |
| Saint-Thurien              | 198       | 27680       | 27607      |
| Tocqueville                | 131       | 27500       | 27645      |
| Trouville-la-Haule         | 646       | 27680       | 27665      |
| Vieux-Port                 | 58        | 27680       | 27686      |

## Bevölkerungsentwicklung
| 1962 | 1968 | 1975 | 1982 | 1990 | 1999 |
| ---- | ---- | ---- | ---- | ---- | ---- |
| 4337 | 4716 | 4970 | 4981 | 5210 | 5248 |